# Caesalpinia ebano
Caesalpinia ebano es un árbol perteneciente a la familia de las fabáceas que es originario de la Región Caribe Colombiana. Crece de 0 a 1500 metros de altitud.

## Características
Son árboles de hasta 18 metros de altura, copa aparasolada y de follaje translúcido, con hermosa corteza moteada. Las hojas doblemente compuestas, flores compuestas, amarillas con pintas rojizas y frutos en legumbres, cortas y leñosas.
Le dan nombres comunes como: ébano.

## Generalidades
Es caducifolio y de crecimiento medio. Se desarrolla bien a pleno sol.
Adecuado como ornamental, se debe ubicar en sitios sin restricción en altura y retirados por lo menos 5 metros de edificaciones.

## Usos
Su madera muy usada en ebanistería, siendo exportada a Europa con el nombre de ébano por su parecido con el ébano Africano.(Diospyros sp.).
Es apropiado para separadores de avenidas, parques, corredores viales, cerros y zonas verdes en general. Su madera casi negra es dura y pesada, muy apreciada en la elaboración de artesanías.

## Taxonomía
Caesalpinia ebano fue descrito por Gustav Karl Wilhelm Hermann Karsten y publicado en Florae Columbiae terraumque adjacentium specimina selecta in peregrinatione duodecim annorum observata delineavit et descripsit 2: 57, pl. 129. 1862.
Etimología
Caesalpinia: nombre genérico que fue otorgado en honor del botánico italiano Andrea Cesalpino (1519-1603).
ebano: epíteto que significa "ébano". 